# Alstroemeria itabiritensis
Alstroemeria itabiritensis este o specie de plante monocotiledonate din genul Alstroemeria, familia Alstroemeriaceae, descrisă de Pierfelice Ravenna. Conform Catalogue of Life specia Alstroemeria itabiritensis nu are subspecii cunoscute.